# Marina Georgieva
Marina Georgieva (Melk, 1997. április 13. –) osztrák női válogatott labdarúgó, az SC Sand játékosa.

## Pályafutása

### A válogatottban
Belgium csapata ellen debütált a Ciprus-kupán Ausztria színeiben 2017. március 8-án. Még ebben az évben részt vett az Európa-bajnokságon, azonban nem lépett pályára.

## Sikerei, díjai

### Klubcsapatokban
Osztrák bajnok (2):
- FSK St. Pölten (2): 2014–15, 2015–16

 Osztrák kupagyőztes (3): 
- FSK St. Pölten (3): 2013–14, 2014–15, 2015–16